# Томас Едж
Томас Едж (на английски: Thomas Edge) е английски мореплавател, китоловец, пътешественик-изследовател.

## Биография
Роден е около 1587 година в Блекбърн, графство Ланкашър, Англия.
От 1611 до 1619 нееднократно плава в арктически води на китоловни кораби. През 1613 в архипелага Шпицберген открива островите Североизточна Земя (16600 км2, 79°50′ с. ш. 23°00′ и. д. / 79.833333° с. ш. 23° и. д.), Едж (5100 км2, 77°50′ с. ш. 23°00′ и. д. / 77.833333° с. ш. 23° и. д.) и Баренц (1288 км2, 78°25′ с. ш. 21°30′ и. д. / 78.416667° с. ш. 21.5° и. д.), протока Стур фиорд (разделяш Едж и Западен Шпицберген) и протока Фримен (78°15′ с. ш. 22°10′ и. д. / 78.25° с. ш. 22.166667° и. д., разделящ Западен Шпицберген и Североизточна Земя).
Умира на 29 декември 1624 година в Лондон.

## Памет
Неговото име носи остров Едж (77°50′ с. ш. 23°00′ и. д. / 77.833333° с. ш. 23° и. д.) в архипелага Шпицберген.